# 噺劇
噺劇（はなしげき）とは、落語家・桂九雀が考案した落語的手法を使った演劇。
当初は噺劇を「しんげき」と読ませていたが、現在は「はなしげき」と呼ぶ。
以下のようなルールのもとに上演されている。
- 大道具は使わない。
- 小道具は扇子と手ぬぐいのみ。
- 照明変化は用いない。
- 音楽はナマの下座を使う。
- 題材は落語の演目から採る。
- 扮装としての衣装は使わないが、役柄をイメージしやすいようなものを着る。
- 公演のフィナーレには出演者全員で総踊りをする。
- ほとんどの公演では、九雀の落語も上演される。

## 概要
若い頃から小劇場で演劇をやっていた桂九雀が「何か演劇界に恩返しはできないか」と思ったのが発端。
その際、演劇は何かと経費が嵩むので「不要なものを、可能な限りそぎ落とそう」と考えるうち、限りなく落語に近い形の演劇ができあがった。
とは言うものの、さすがに無理な構想ではないかと、演劇仲間の国木田かっぱに相談。「とりあえず、やってみましょう！」との言葉に後押しされる形でスタート。
2005年、大阪にあった「道頓堀極楽商店街」内の「ゑびす座」で初演。メンバーは、桂九雀、国木田かっぱ、原尚子（元・立身出世劇場の冬乃もみじ）、や乃えいじ（劇団PM飛ぶ教室）であった。
第2回公演・2005年11月から、嶋田典子（現・スイス銀行）が参加。第3回公演・2006年3月から、西田政彦(遊気舎）が参加。
道頓堀極楽商店街が閉館とともに、道頓堀ZAZAを本拠地にして公演。そのほかにも各地で公演を重ねた。（下記・公演記録を参照）。
ゲストとして、コント赤信号の小宮孝泰も数回出演している。
2011年2月の公演で、紅萬子（2015年より紅壱子）が初参加。この上演スタイルを気に入り、同年秋、九雀とともに「噺劇一座」を立ち上げる。
これより、道頓堀ZAZAと、近鉄アート館での公演は、紅が、プロデユース、演出、キャスティングを担当することとなり、九雀は脚本、前説または落語、鳴物を担当する。
以来、紅演出によって、新劇、吉本新喜劇、松竹新喜劇、歌劇OＧなど、様々な役者によって公演が行われた。
その一方で、天満天神繁昌亭や名古屋・円頓寺レピリエでの公演は、九雀主体で行われており、こちらは主に小劇場出身者、落語家、子役などを起用していた。
2021年、紅の参加から10年が経過し、噺劇で目指すものが、紅と九雀では、かなり違ってきたという理由で、2021年12月の「歌劇な噺劇5」をもって、「噺劇」という名称は、九雀の希望により、九雀主体の時だけ使用することになり、今後は天満天神繁昌亭「九雀の噺」、「名古屋で噺劇」などが、噺劇の舞台となる。

## 演目
1. 文違い。登場人物＝「お杉(宿場女郎）」「半七」「角さん(田舎者）」「新さん(色男）」役者4人。
2. 鰍沢。登場人物＝「黒衣(ナレーター)」「新助(旅人)」「お熊(元・女郎)」「伝次郎(熊の膏薬売り)」役者4人。
3. 芝浜。登場人物＝「勝五郎(魚屋）」「女房」「長屋の連中」役者2人+エキストラ。
4. おせつ徳三郎。登場人物＝「徳三郎(手代）」「おせつ(娘)」「長松(丁稚)・瓦版を買う客」「婆・瓦版屋」「番頭・船頭・茶店の親爺・料理屋主人・瓦版を買う客」「伊勢屋主人・瓦版を買う客」「刀屋女主人・瓦版を買う客」役者7人。
5. 包丁。登場人物＝「久次」「寅」「鰻屋女中」「お清(せい)」役者4人。
6. 江島屋騒動。登場人物＝「娘・お里、語り部」「金兵衛(江島屋番頭)」「母・お松」「次右衛門(江島屋主人)」役者4人。
7. 時饂飩。登場人物＝「落語家」「饂飩屋」「お客」役者3人。
8. 蜆売り。登場人物＝「蜆売り少年・賭け碁の男」「船宿女将・紀伊國屋小春」「竹(船頭)・庄之助(若旦那)」「泉屋次郎吉(実は鼠小僧次郎吉)」役者4人。
9. 転宅。登場人物＝「旦那・煙草屋婆」「お半(妾)」「盗人」3人。
10. 淀五郎。登場人物＝「市川団蔵（大星由良之助）」沢村淀五郎（塩屋判官高定）」「市川桃太郎（大星力弥）」「役者Ａ（石堂右馬之丞）」「役者Ｂ（薬師寺次郎左衛門）」「中村仲蔵」「黒衣（心の声）」7人。
11. 御神酒徳利。登場人物＝「お清(播磨屋女子衆)」「善六(八百屋)」「播磨屋主人・岡屋主人」「次兵衛(西田屋番頭)」「おもよ(岡屋女子衆)」「お稲荷様・定吉(丁稚)」6人。
12. 文七元結。登場人物「佐野槌女将・長兵衛の嬶」「長兵衛(左官)」「娘・お久」「文七(近江屋手代)」「近江屋・旦那」「近江屋・番頭」6人。
13. 井戸の茶碗。登場人物＝「清兵衛(紙屑屋)」「千代田卜斎の娘・千」「千代田卜斎の妻・萬」「高木佐久左衛門」「語り・紙屑屋仲間・近習」「殿様」6人。
14. ねずみ穴。登場人物＝「兄・松太郎」「弟・竹次郎」「園(松太郎妻)・芳(竹次郎妻)・遣り手婆」「佐助(松太郎店番頭)・掏摸」「光(竹次郎娘)」「太兵衛(竹次郎店番頭)」役者6人。
15. ねずみ。登場人物＝「左甚五郎」「卯の吉(虎屋・ねずみ屋息子)」「卯兵衛(虎屋・ねずみ屋主人)」「お紺(虎屋後妻)」「浪花屋主人」「彫刻のねずみ」「辰蔵(虎屋番頭)」「彫刻の寅」「村の人二人」「泊まり客大勢」役者8人+エキストラ。
16. 吹き戻し。登場人物＝「喜之助」「江戸屋・主人」「番頭・旅人・三味線の生徒・お座敷のお客・喜之助に寄付をする人々・船乗り・島の人」「喜之助の母」2人+エキストラ多数。
17. 家島天神祭。登場人物＝「小間物屋次郎兵衛」「お内儀お玉」「丁稚定吉」「お松」「船頭金五郎」「歯痛の女」「長屋の人数人(婆を含む）」役者6人+エキストラ。
18. 星野屋。登場人物＝「お花」「星野屋旦那」「お花の母」「重吉」役者4人。
19. 帯久
20. 花見の仇討
21. 三味線栗毛
22. 三軒長屋。登場人物＝「伊勢屋勘右衛門」「その妾」「楠運平橘正国」「その門人たち数人」「大工親方政五郎」「そのお内儀」「大工若い衆数人」「(なぜか表に出る）裏方＝仕切り線を動かす人」役者10人。
23. 小間物屋政談。登場人物＝「相生屋小四郎」「女房トキ」「大家(婆）鹿」「若狭屋甚兵衛・大岡越前守忠相」「布袋屋主人・与力」「布袋屋番頭喜助・与力」「佐吉」「若狭屋女房・ヨシ」役者8人。
24. お文さん
25. 土橋萬歳
26. 大丸屋騒動

## 上演記録
1. 「噺劇」2005年7月12日(火)～13日(水)　ゑびす座（道頓堀極楽商店街）「文違い」※初御目見得
2. 「噺劇」2005年11月8日(火)～9日(水)　同上「芝浜」「鰍沢」
3. 「噺劇」2006年3月3日(金)～4日(土)　同上「おせつ徳三郎」※国木田かっぱが女形
4. 「月なみ(^o^)九雀の日」2006年6月9日(金)　豊中市立伝統芸能館「芝浜」※初の下座二挺
5. 「噺劇」2006年6月24日(土)　奈良県王寺町やわらぎ会館「芝浜」「おせつ徳三郎」
6. 「噺劇」2006年8月15日(月)～16日(火)　大阪市消費者センター「時饂飩」「江島屋騒動」※悪徳商法をテーマに
7. 「噺劇」2006年9月16日(土)　MCみはらホール（堺市）「芝浜」「おせつ徳三郎」
8. 「噺劇」2006年11月3日(金)～4日(土)　ゑびす座（道頓堀極楽商店街）「蜆売り」「包丁」
9. 「噺劇」2007年6月23日(土)　奈良県王寺町やわらぎ会館「文違い」「蜆売り」
10. 「ラバソ亭」2007年8月5日(日)　ラバー・ソール（和歌山市）「芝浜」※狭いライブハウスでの公演
11. 「月なみ(^o^)九雀の日」2008年8月10日(日)　豊中市立伝統芸能館「淀五郎」※鍋島浩が初出演
12. 「噺劇」2009年2月5日(木)　北沢タウンホール（東京・下北沢）「文違い」[芝浜」※初の東京公演
13. 「九雀の噺」2009年10月12日(月)　天満天神繁昌亭「蜆売り」※繁昌亭に初御目見得
14. 「落語と噺劇」2009年10月14日(水)　北沢タウンホール（東京・下北沢）「転宅」「蜆売り」
15. 「九雀の噺」2010年7月26日(月)　天満天神繁昌亭「江島屋騒動」
16. 「噺劇」2011年2月26日(土)～27日(日)　道頓堀ZAZA「包丁」「芝浜」「転宅」「小間物屋政談」※4本一挙上演。紅萬子が初出演
17. 「噺劇一座」第1回公演　2011年10月7日(金)～10月10日(月)　道頓堀ZAZA「星野屋」「文七元結」※「噺劇一座」旗揚げ。初の紅萬子による演出。
18. 「噺劇一座」第2回公演　2012年2月24日(金)～2月27日(月)　道頓堀ZAZA「文違い」「おせつ徳三郎」
19. 「ふるな寄席」2012年5月27日(日)　善覚寺（東近江市五個荘）「芝浜」※地域寄席の周年記念
20. 「噺劇一座」第3回公演　2012年8月9日(木)～12日(日)　道頓堀ZAZA「井戸の茶碗」
21. 「噺劇一座」第4回公演　2013年3月29日(金)～31日(日)　道頓堀ZAZA「江島屋騒動」「御神酒徳利」
22. 「九雀の噺」2013年7月29日(月)　天満天神繁昌亭「鰍沢」※ABCアナウンサー・三代澤康司が出演
23. 「噺劇一座」第5回公演（落語家による噺劇）2013年8月23日(金)～25日(日)　道頓堀ZAZA「小間物屋政談」※初の落語家・お囃子さんによる上演
24. 「九雀寄席」2013年9月15日(日)　イーグレ姫路「芝浜」※地域寄席の周年記念
25. 「噺劇一座」第6回公演　2013年12月13日(金)～15日(日)　道頓堀ZAZA「三軒長屋」
26. 「噺劇一座」第7回公演　2014年8月8日(金)～10日(日)　道頓堀ZAZA「ねずみ穴」「鰍沢」※林家染雀と桂九雀が交互出演
27. 「噺劇一座」第8回公演　2014年12月12日(金)～14日(日)　道頓堀ZAZA「ねずみ」
28. 「松竹新喜劇による噺劇」2015年4月3日(金)～5日(日)　近鉄アート館「三軒長屋」「江島屋騒動」「御神酒徳利」※初の近鉄アート館公演
29. 「噺劇一座」第9回公演　2015年6月19日(金)～21日(日)　道頓堀ZAZA「三味線栗毛」「小間物屋政談」
30. 「九雀の噺」2015年8月17日(月)　天満天神繁昌亭「芝浜」※下座の使用曲をジャズばかりで。
31. 「噺劇一座」第10回公演　2016年1月15日(金)～17日(日)　道頓堀ZAZA「星野屋」「吹き戻し」
32. 「歌劇な噺劇」2016年6月24日(金)～26日(日)　近鉄アート館「江島屋騒動」「ねずみ」「井戸の茶碗」
33. 「九雀の噺」2016年8月26日(金)　天満天神繁昌亭「蜆売り」※小学生・澤部晴太郎が主役。
34. 「噺劇一座」第11回公演　2017年1月20日(金)～22日(日)　道頓堀ZAZA「家島天神祭」「蜆売り」
35. 「九雀の噺」2017年3月28日(火)　天満天神繁昌亭「転宅」※歌劇人・雪乃美玲（元・OSK日本歌劇団）が繁昌亭に初登場。
36. 「歌劇な噺劇Ⅱ」2017年6月23日(金)～25日(日)　近鉄アート館「三軒長屋」「星野屋」「御神酒徳利」
37. 「九雀の噺」2017年8月30日(水)　天満天神繁昌亭「文違い」※加茂川志ぶき、風早優の宝塚歌劇団出身者が、繁昌亭に初出演。
38. 「噺劇一座」第12回公演　2017年9月22日(金)～24日(日)　道頓堀ZAZA「帯久」「花見の仇討ち」
39. 「九雀の噺」2018年1月10日(水)　天満天神繁昌亭「三味線栗毛」※友麻亜里（元・OSK日本歌劇団）が初出演。
40. 「九雀の噺」2018年5月9日(水)　天満天神繁昌亭「小間物屋政談」
41. 「歌劇な噺劇Ⅲ」2018年6月22日(金)～24日(日)　近鉄アート館「帯久」「転宅」「家島天神祭」
42. 「噺劇一座」第13回公演　2018年8月17日(金)～19日(日)　道頓堀ZAZA「淀五郎」「お文さん」
43. 「九雀の噺」（噺家による噺劇）2019年3月28日(木)　天満天神繁昌亭「花見の仇討ち」
44. 「九雀の噺」2019年5月8日(水)　天満天神繁昌亭「文七元結」※高校生・奥田萌々が初出演。
45. 「歌劇な噺劇Ⅳ」2019年6月21日(金)～23日(日)　近鉄アート館「小間物屋政談」「鰍沢」「お文さん」
46. 「名古屋で噺劇」2019年8月9日(金)～12日(月)　円頓寺レピリエ（名古屋市）「転宅」「江島屋騒動」「文七元結」
47. 「九雀の噺」2019年10月2日(水)　天満天神繁昌亭「包丁」
48. 「噺劇一座」第14回公演　2019年11月7日(木)～10日(日)　道頓堀ZAZA「おせつ徳三郎」「文違い」「土橋萬歳」
49. 「千夜九夜物語」2020年8月　天満天神繁昌亭「井戸の茶碗」※奥田瞳子（現・OSK日本歌劇団）が初出演。
50. 「噺劇一座」第15回公演　2020年10月29日(木)～11月1日(日)　道頓堀ZAZA「大丸屋騒動」「三味線栗毛」
51. 「九雀の噺」2021年1月6日(水)　天満天神繁昌亭「ねずみ穴」※小学生・珠雲が初出演。名古屋俳優・二瓶翔輔が繁昌亭へ初出演。
52. 「名古屋で噺劇2021」2021年8月5日(金)～8日(日)　円頓寺レピリエ（名古屋市）「星野屋」「三味線栗毛」「芝浜」
53. 「九雀の噺～inいたみ～」2021年10月16日(土)　AIHALL（伊丹市）「星野屋」「御神酒徳利」※ほぼ、立ち上げ当時のメンバーでの上演。太神楽曲芸の豊来家板里が初出演。
54. 「歌劇な噺劇5」2021年12月3日(金)～5日(日)　近鉄アート館「花見の仇討ち」「蜆売り」「吹き戻し」※最後の紅壱子による演出。
55. 「九雀の噺」2021年8月20日(土)　天満天神繁昌亭「蜆売り」
56. 「九雀寄席」2022年9月18日(日)　キャスパホール（姫路市）
57. 「名古屋で噺劇2023」2023年8月10日(木)～13日(日)　円頓寺レピリエ（名古屋市）